# Rhododendron sikangense
Rhododendron sikangense är en ljungväxtart som beskrevs av Wen Pei Fang. Rhododendron sikangense ingår i släktet rododendron, och familjen ljungväxter. Utöver nominatformen finns också underarten R. s. exquisitum.

## Bildgalleri

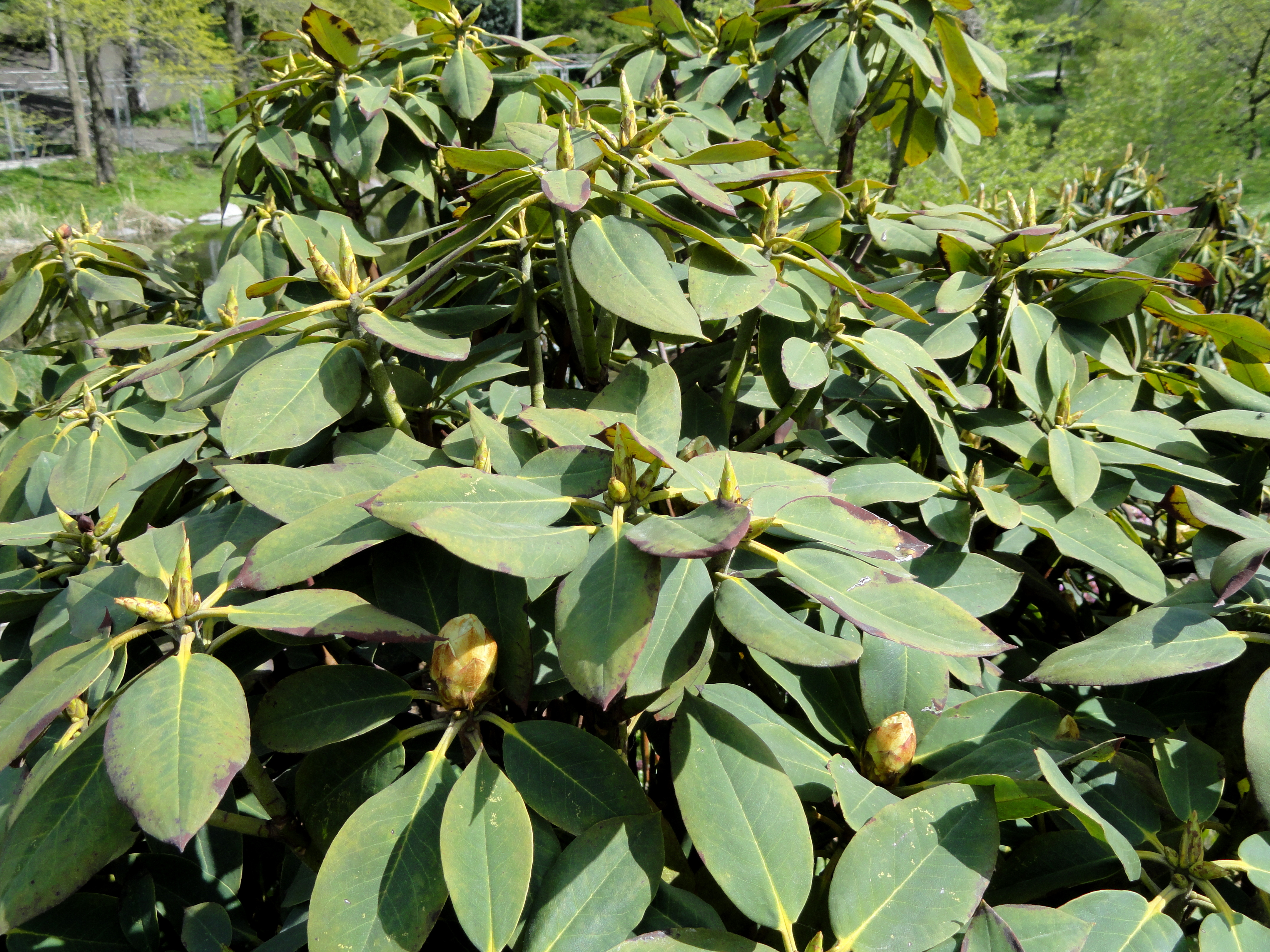
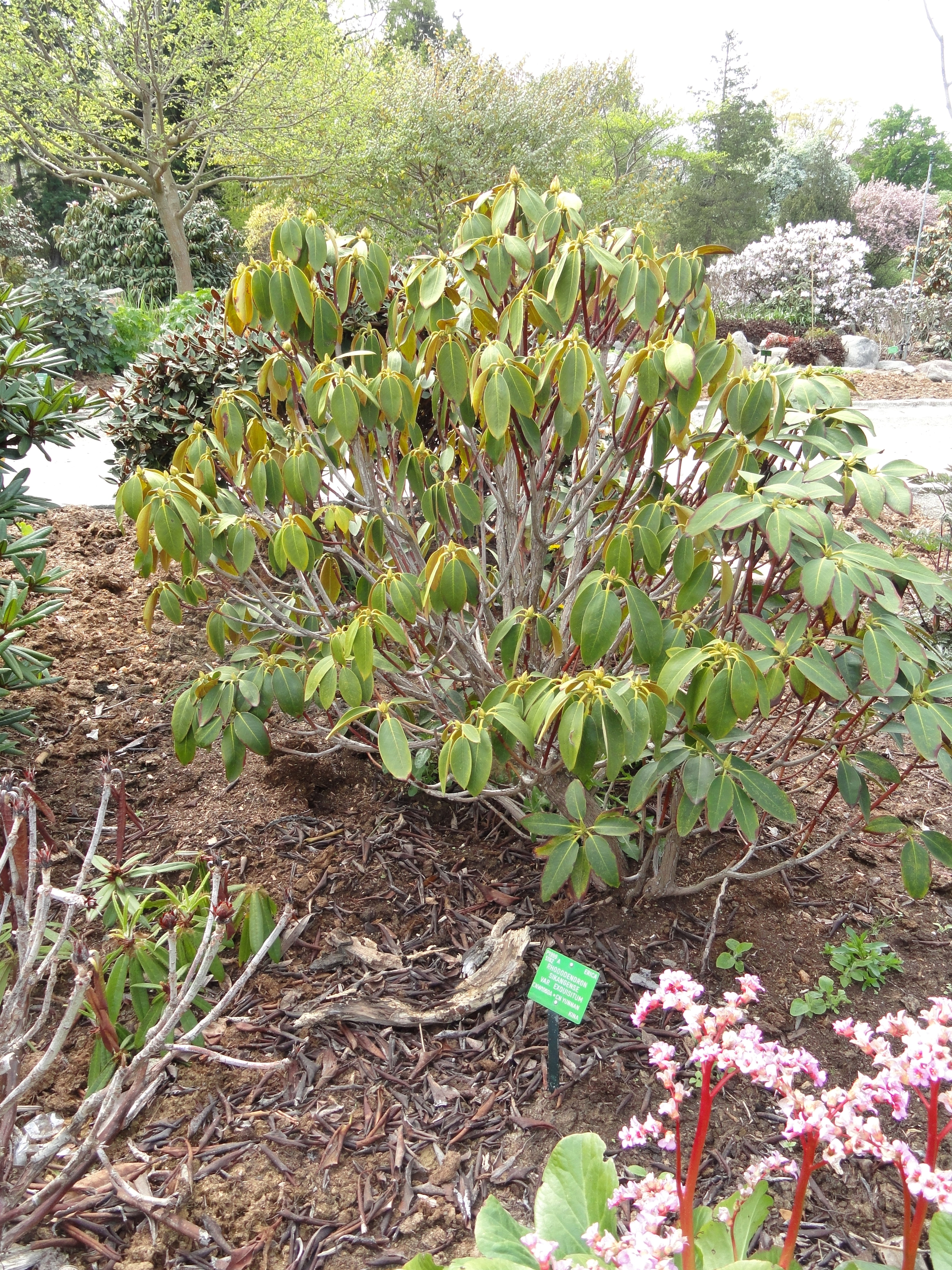